# Lúcia-lima
Lúcia-lima (Aloysia citrodora) é uma espécie angiospérmica da família das verbenáceas, nativa da América do Sul (Argentina, Paraguai, Brasil, Uruguai, Chile, Bolívia e Peru). Foi introduzida na Europa pelos espanhóis e portugueses no século XVII. No Algarve é chamada bela-luísa e noutras zonas de Portugal tem como nome comum limonete.

## Descrição
A lúcia-lima é um arbusto perene caducifólio. Cresce até uma altura de 3 a 7 metros e exala um forte aroma alimonado. Prefere exposição completa ao sol, bastante humidade e um solo levemente margoso. A sua sensibilidade ao frio causa a queda das folhas a partir dos 0 °C, embora os troncos resistam até aos -10 °C. Se for aparada e coberta com palha, protegida da humidade, poderá aguentar frios de -15 °C, voltando a ganhar folhas na primavera. As suas folhas são lanceoladas, de coloração verde-pálida, e floresce em tonalidade branca ou lavanda, em agosto ou setembro.

## Usos
As folhas de lúcia-lima são usadas na culinária para conferir um sabor alimonado aos pratos de peixe ou de aves de capoeira, às marinadas de vegetais, molhos para saladas, compotas, pudins e bebidas.
Também é comum o uso em chás.

## Constituição
Os principais constituintes do óleo de lúcia-lima são o citral (30-35%), o nerol e o geraniol.

## Sinónimos

### Designação científica
- Aloysia triphylla
- Verbena triphylla L'Hér.
- Verbena citriodora Cav.
- Lippia triphylla
- Lippia citriodora
- Aloysia citriodora (Cav.) Ort.

### Nomes vernáculos
- Cidró
- Erva-cidreira
- Cidró-pessegueiro
- Cidrozinho
- Limonete
- Bela-luísa
- Erva-Lima
- Erva-luísa
- Doce-lima
- Limoário
- Pessegueiro inglês (Madeira)